# Alexandru Rîșcan
Alexandru Rîşcan (ur. 15 sierpnia 1989) – mołdawski bokser, dwukrotny brązowy medalista mistrzostw Europy w wadze muszej.
Po raz pierwszy brązowy medal mistrzostw Europy amatorów zdobył w 2008 roku w Liverpoolu, zajmując trzecie miejsce w turnieju wagi muszej. Sukces ten powtórzył w 2011 roku w Ankarze, gdzie przegrał w półfinale z Andrew Selbym.